# Tettenwang
Tettenwang ist ein Pfarrdorf und Ortsteil des Marktes Altmannstein im oberbayerischen Landkreis Eichstätt.

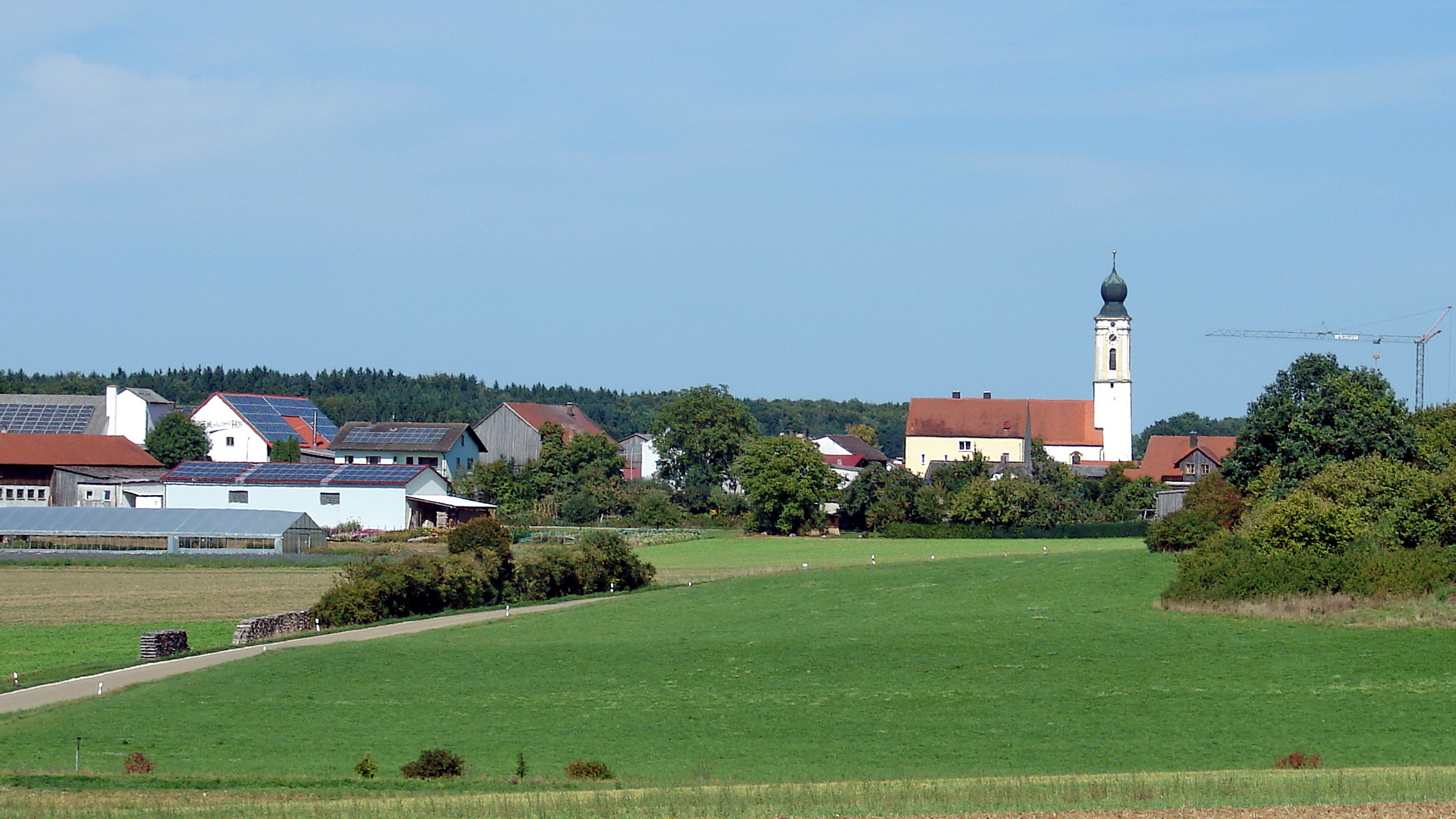
Ortsansicht von Tettenwang

## Lage
Tettenwang liegt in den leicht hügeligen Anhöhen des hier beginnenden Jura. Die weiten Ebenen des Donautales befinden sich etwa zehn Kilometer südlich des Dorfes.
Regensburg ist in östlicher Richtung ca. 45 km, Ingolstadt in westlicher 30 km entfernt. München liegt ca. 100 km südlich des Ortes.

## Ortsnamensdeutung
Eine Ortsnamensdeutung besagt, dass es sich um eine Ansiedelung an einem Begräbnisplatz handelte.

## Geschichte
Im Jahre 1060 wurde Tettenwang als „Toitenwank“ erstmals urkundlich erwähnt. Im Jahre 1403 ist ein „Albric der Smid gesezzen zu Totenbank“ genannt. Ursprünglich eine Filiale der Pfarrei Schambach, hatte Tettenwang schon 1433 einen eigenen Kaplan. Im Dreißigjährigen Krieg wurde der Ort verwüstet, die Felder lagen öd und bewaldeten sich. Ab 1677 wiederaufgebaut, zerstörte 1810 ein Großfeuer 18 Häuser und 1847 ein weiteres 17 Anwesen. Wie 1845 berichtet wird, sollen „nahe am Kirchhofe die Reste eines alten Thurmes einst (= bei einer Pfarrvisitation im Jahr 1688) sichtbar gewesen, und Geräthschaften und Waffen ausgegraben worden“ sein.
Im Jahr 1600 wurde die Landstreicherfamilie Pämb, genannt „Die Pappenheimer“, in „Detenwang“, wo sie einen Roßhändler ermordet und in einem Stadel vergraben hatte, vom Amtmann von Altmannstein und seinen Gehilfen verhaftet und später zur Aburteilung wegen einer ganzen Serie von Raubmorden nach München verbracht und dort auch wegen Hexerei hingerichtet.
Im neuen Königreich Bayern (1806) kam die Gemeinde Tettenwang (das Pfarrdorf selbst und der Ziegelstadel, zusammen 1040 Hektar) zum Landgericht und Rentamt (und späteren Landkreis) Riedenburg. Im Jahre 1806 kam auch das „sämmtliche Vermögen“ eines Schuldners „aus dem Bergdorfe Tettenwang“ zur Versteigerung, „bestehend in einem neu gemauerten, sehr reinlich hergestellten Hause, mit einer Real-Krämersgerechtigkeit, Hofstatt, Backofen, einem ⅜ Tagwerk großen, gut eingeplankten hübschen Garten, sammt Sommerhause, drey gut konservirten Fichten-, und einem Buchenholz-Gemeindsteil bei 5 Tagwerk groß, sammt der ganzen Hauseinrichtung, nebst mehrern silbernen Hosen- und Schuhschnallen, Manns- und Weibskleidungen, gefaßte Rosenkränze, Kanapee's, Sessel, Kommode, silberne Hals- und Schnürketten, Löffel, Uhren, Porzellanteller und Schalen, Küchengeschirr, Klavier, Violine, Flaute, Klarinette, ein zweyschläfriges Bett.“
Um 1830 hatte das Pfarrdorf 49 Häuser zuzüglich des Ziegelstadels. 1838 gaben die Matrikel des Bistums Regensburg für die Pfarrei an: Dorf Tettenwang 50 Häuser mit 271 Bewohnern, die Einöde Leißmühle ein Haus mit sieben Bewohnern, die Einöde Simmersberg oder Bruckhof ein Haus mit zehn Bewohnern und die Einöde Ziegelhütte (= Ziegelstadel) ein Haus mit 14 Bewohnern. Außerdem bestand eine zwischen 1733 und 1763 gegründete St. Anton-Bruderschaft.
1866 hatte die katholische Knaben- und Mädchen-Schule Tettenwang „72 Werk- und 24 Feitertags-Schüler“, wobei noch der Bruckhof, die Ziegelhütte (=Ziegelstadel), Laimerstadt und die Leistmühle eingeschult waren. Der Lehrer war gleichzeitig Kantor, Organist, Mesner und Gemeindeschreiber. Das gemeindliche, „150 Schritte vom Ortskern entfernte“ Schulhaus war 1862 erbaut worden. Dem Lehrer stand neben der Wohnung im Schulhaus „1 Stall für 3 Stück Vieh, 2 Schweinställe, 1 Scheune, 1 Backofen, 1 kleiner Hof mit Pumpbrunnen, 1 kleiner Schulgarten im Hausgarten an den Oekonomiegebäuden“ zur Verfügung. Für 1873 ist als Viehbestand Tettenwangs überliefert: 59 „Viehhaltungen“ mit 43 Pferden, 293 Stück Rindvieh, davon 152 Kühe, 64 Schafen, 158 Schweinen, 3 Ziegen, 43 Bienenstöcken.
Am 1. Mai 1978 wurde die Gemeinde Tettenwang im Zuge der Gebietsreform, die den oberpfälzischen Landkreis Riedenburg auflöste, in den Markt Altmannstein im oberbayerischen, zuvor mittelfränkischen Landkreis Eichstätt eingegliedert.
1984 wurde in der Dorfflur meteoritisches Eisen entdeckt.

## Kirche
Die frühgotische Pfarrkirche St. Bartholomäus wurde 1770 in Teilen umgebaut und 1951 renoviert. Der Hochaltar und die zwei Seitenaltäre stammen vom frühen 18. Jahrhundert (die Seitenaltäre später verändert). Der linke Seitenaltar zeigt eine Anna selbdritt aus dem frühen 16. Jahrhundert. Um 1908 hing im Kuppel-Turm eine Glocke von Ursus Laubscher aus Ingolstadt von 1688. Die Pfarrei gehört zum Bistum Regensburg.

## Einwohnerentwicklung
Die Gemeinde Tettenwang hatte 1868 307 Einwohner in den Orten Tettenwang (262 Einwohner, 94 Gebäude, eine Kirche und eine Schule), Althexenagger (Sauhof) (14 Einwohner, vier Gebäude), Bruckhof (fünf Einwohner, vier Gebäude, eine Kirche), Hanfstinglmühle (acht Einwohner, drei Gebäude) und Ziegelstadel (sieben Einwohner, drei Gebäude). 1939 waren es 328, 1946 492, 1955 345, 1966 333, 1968 315 und 1983 359 Gemeindebewohner. Der Höchststand von 1946 war auf den vorübergehenden Zuzug von Heimatvertriebenen zurückzuführen; diese wanderten bald in Ballungsgebiete wie München ab.

## Struktur
Das Dorf zählt 430 Einwohner und ist nahezu ausschließlich land- und forstwirtschaftlich geprägt. Von Bedeutung ist der Hopfenanbau. Um 1980 gab es 18 landwirtschaftliche Vollerwerbs- und 16 Nebenerwerbsbetriebe, zwei Einzelhandelsgeschäfte, zwei Handwerksbetriebe, zwei Gasthäuser, eine Ferienwohnung, eine Holzkalkbrennerei, die Spezialkalk für Kirchenrenovierungen herstellte.

## Vereine
- Freiwillige Feuerwehr
- Katholische Landjugendbewegung
- Gartenbauverein